# 体操着
体操着（たいそうぎ）または、体操服（たいそうふく）とは、広義には運動服やトレーニングウェアのことであるが、特に学校教育における体育等の時間に着用される被服（学校体操服）をいう。体育着（たいいくぎ）や、体育服（たいいくふく）などともいう。ただし、学校の制服と同じく世界共通で定められているものではない。
素材は吸湿・速乾・高通気・軽量・防水・撥水などの機能を持たせたポリエステル（または綿・ポリエステル混紡やキュプラ・ポリエステル混紡）が多い。

## 各国での指定
北海道以外の日本全国の小学校、中学校、高等学校では学校体操服が指定されていることが多い。日本では体育の時間以外にも遠足やボランティア活動などにも着用されるため所属を示す固有のデザインの体操服であることがその条件とされている。学校体操服はメーカーの設計したデザインやブランドから選択されるが、学校体操服は「制服に準ずる服装」という考え方と「体育の教材」という考え方があるとされ、学校ごとの体操着の選択は投票で決定している学校もあれば体育科教員が決定している学校もある。
中国でも学校体操服の指定がある。中学校・高校では、登下校時や体育を含むすべての授業で「校服」と呼ばれるジャージ上下を着用している（学校制服#中国大陸も参照）。
韓国でも学校体操服の指定がある。多くの小・中・高校で体操着を定めており、小学校では青や水色を基調としている場合が多い。中学校・高校では、冬季はジャージや丸首のトレーナーを着用し、夏季は日本と同じ白地の半袖体操着も見られる。体操着は「体育服」と呼ぶが、学校の体操着だけでなく、成人が着用するジャージやトレーニングウェアなども「体育服」と呼ぶことがある。
日本人学校（小・中学校）では現地、海外の児童、生徒も日本の児童、生徒と同じ体操着を着用するだけでなく、体育帽子まで被らせているところもある。
欧米では体育の授業の際は各自で運動しやすい服装や靴を自由に着用することとしている学校もある。アメリカ合衆国では服装も自己表現の一つと考えられており制服や体操着は一般的ではない。フランスでも体操着の指定は一般的ではなくジャージの着用でよいとしている例がみられる。一方、イギリスやイタリアでは学校によっては体操服が指定されている場合もある。

## 歴史
日本では森有礼が文部大臣就任後の1887年夏頃に「兵式体操に関する建言案」を起稿し、これを背景に師範学校を含む学校の体操科では軍事的色彩が強くなり、学校体操服も軍服に準じた服装となった。1886年（明治19年）の高等師範学校を皮切りに陸軍士官学校の制服、制帽、靴に模したフランス式の服制が一般化した。当初の学校体操服は「演習服」と呼ばれており教練や兵式体操の延長の行軍旅行にのみ着用されていたが、やがて通常の授業でも着用されるようになった。
一方、女子は明治初期には「着流し」と呼ばれる和服を着用していたが、着物の裾は長くタスキ掛けなどをして運動に参加していた。明治30年代になりドイツ人医師エルヴィン・フォン・ベルツ（東京医学校教師）の主張などもあり袴が着用されるようになり、袴の裾などを改良した「くくり袴」も登場した。さらに1903年（明治36年）にはアメリカでスウェーデン体操を学んだ井口阿くりが留学から帰国し、ブルーマーズと呼ばれる1850年代からアメリカで採用されていたズボンの上にスカートを着けた改良服をもとに「体操袴」を考案した。この体操袴に若干の改良を加えたものが日本での女子用体操ブルーマーズとなり、1906年（明治39年）の「体操遊戯取調報告」の「女生徒運動服ニ関スル件」で図案付きで紹介されたが、これが運動服に採用されるのは大正末期から昭和初期である。
第二次世界大戦終戦直後の1947年（昭和22年）の『学校体育指導要綱』では、学校体操服について「服装は簡易、軽快、清潔にして品位をもたせる。」と定められた。ところがそれ以降の学習指導要領において体操服に関する記述はなくなった。
1964年（昭和39年）の東京オリンピックの開催でジャージの学校体操服の普及・定着がなされたといわれている。
1975年、複数の学販スポーツウェアメーカーによって任意団体である「SSC（スクールスポーツクラブ）会」が発足した。

## 構成

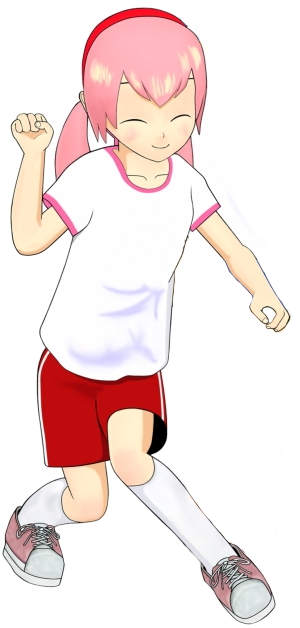
赤系統の色が設定された体操着（男女共通）の一例。1992年以降の日本の教育現場においては、このようなシャツとパンツの組み合わせが採用されている。

体操着は普段着より身体の動かしやすさを重視して作られている。
多くの学校では体操着は基本的に次のセットで揃えられる
|          | 上着A              | 上着B（上着A着用時は中衣）                                                                            |
| -------- | ------------------ | --- |
| トップス | トレーニングシャツ | 体操シャツ（学校によって半袖・長袖のどちら片方かまたは両方）                                          |
| ボトムス | トレーニングパンツ | 体操パンツ（ハーフパンツ、クォーターパンツ、ショートパンツ、短パンなど） ブルマーについては現在非採用 |

地域や学校によっては、気候的、もしくは精神論的な理由等から年中上着Bのみの姿で過ごさせる場合も有る。
学校によっては体操着の生地色やライン色、名前の刺繍色、校章の色を変えて学年を区別していたり、ジャージの上下のみを学校が指定し、体操シャツ・ハーフパンツは色だけ指定しているところもある。
体操着と共に着用する下着（インナーウェア）はTPOに応じて着用する必要があり、スポーツ・体育授業など運動時はスポーツブラ（スポーツブラは形状・材質が通常のブラジャーと異なり、運動時以外での着用は適さない）などのスポーツ用の下着またはそれに準ずる下着を着用、健康診断受診時は下着着用に制限がある。小学校5年生女子の体育授業で体操着の下に汗をかいてそのままにしていると風邪を引くと言う理由で下着・ブラジャー着用を禁止して問題になったことがあった 。
マニア向けに大人用の体操服も売られている。

### 体操シャツ
体操シャツには長袖と半袖があり、首周りのタイプは、クルーネック（丸首）、ファスナータイプ（襟付きでタートルネックにもなる）、ハーフジップ、Vネック、セーラーズニット、ヨークシャツ、デンマーク型シャツなどがある。
色は白一色、または白を基調として、首周りや袖口などをスクールカラーや学年色（主に赤・エンジ・青・紺・水色・緑・黄・紫など）としたり、袖や胸にスクールカラーや学年色のラインを入れることが多い。
ハーフジップ等の襟付タイプの体操服は、前開き型のチャック付で、袖口、裾口がリブ（ニットの一種で繊維を編んだ伸縮性のある素材）という伸縮ゴムで絞っており、着用時に腕または手首、腰回りがリブによって締め付けられる感触が特徴のひとつといえる。体操服の袖口、裾口の口径が小さめまたはより絞っているタイプのものを着用したときは、腕または手首、腰回りがきつめに締め付けられて密着することもある。チャックを胸元から上までかけるとタートルネック状になる。袖や衿にライン等が入っているタイプが多く、学校によっては襟や衿にライン等が入っているタイプもある。裾は絞ってあるタイプと絞っていないタイプがある。袖口は絞ってあるものが大半である。
バレーシャツと呼ばれるクルーネックタイプまたはモック・ネックタイプの丸首体操服もあり、衿口、袖口、裾口がリブ（ニットの一種で繊維を編んだ伸縮性のある素材）という伸縮ゴムで絞っており、着用時に首や腕または手首、腰回りがリブによって締め付けられる感触が特徴のひとつといえる 。体操服の衿口、袖口、裾口の口径が小さめまたはより絞っているタイプのものを着用したときは、首や腕または手首、腰回りがきつめに締め付けられたり、首廻りがハイネックになって密着することもある。
しかし、学校体操着の体操シャツも現在新しく制定した学校などは、袖口や裾の絞りもなく、完全なTシャツ型で素材も従来の綿の割合が多いものから、ポリエステル等化繊の割合が多くなっており、裏地がメッシュで吸汗速乾性が高くて軽薄な素材であるなど、従来の学校体操着というよりも、スポーツウェアーの流れを汲んでいるものが多く見られるようになった。

### 体操パンツ
体操パンツの種類に関しては、短パン、ちょうちんブルマー、スコート、スポーマー、ショーツ型ブルマー、クォーターパンツなどの密着型体操着パンツ、現在、採用されているハーフパンツまで様々なものがあり、時代の流れで移り変わっている。中にはサイドラインが入っている物や、股下の前に校章または学校名などが入っている物もある。
体操パンツの色に関しては地域や学校によって異なるが、例をいくつかあげると、戦後は男子が白の短パン、女子は濃紺のちょうちんブルマー。また女子では濃紺のスコートを着用することもあった。ナイロン、ポリエステル製のバレーシャツ、ハーフジップの衿付体操服などの密着型体操着シャツとナイロン、ポリエステル製のスポーマー、ショーツ型ブルマーなどの密着型体操着パンツが主流だった頃は、女子だけでなく男子も濃紺に統一され、男子は白、女子は濃紺のまま定着しているところもあれば、地域や学校によってエンジ色、青、緑色など学年カラーで統一していたケースもある。ハーフパンツ、クォーターパンツに移行してからは男女とも濃紺をはじめ青、紫などの色で統一しているケースもあれば、男女別に色指定をしているところもある。
短パン着用時、タイツやニーソックス、レギンス等の着用を脱いだり履いたりするのに時間がかかる・暑い・動きにくくなるという理由で禁止、代わりに長ズボン（トレーニングパンツ）を着用するようにしている学校が多いが、女子を中心に長ズボンはダサいという理由で穿きたがらない問題が生じている。
バレーシャツ、ハーフジップなどポリエステル製の密着型体操着シャツが導入されてからは、スポーマー、ブルマーなどポリエステル製の密着型体操着パンツが主流となったこともある。
スポーマーは、短パンとの差別化を図るためにつけられた名称であり、実際はナイロン、ポリエステル製の密着型体操着用半ズボンである。地域や学校によっては、体操着用半ズボンをスポーマーという名称で扱っていたところもある。

#### ブルマー
ブルマーは女子用の体操着であるが、1970年代以降は従来のもんぺ・ちょうちん型からショーツのようなスタイルに変貌した。当時の人気スポーツであったバレーボールの影響から、スポーティーで格好よく、軽量で動きに対する追従性が良いと好意的に受け止められた（都市伝説であり、実際は教育界とメーカーの癒着との説もある）。タイプは、腰ゴムと脚口ゴムが伸縮ゴム（腰回りが3段ゴムで脚口ゴムが1本だけの伸縮ゴム）で絞っているものがあれば、オペロンゴムで腰回りや脚の付け根を締め付けて腰全体を密着させるオペロンタイプもある。しかし1990年代に、下着とほとんど変わらない形状が様々な性被害を生じさせるとして女子を中心に苦情が相次いだことと、ブルセラ問題に代表されるような性風俗における好ましくない取引が増えたことから、ハーフパンツ等の丈の長い体操着に移行し、更には性差別を防ぐため男女共通の製品を採用した例も出てきている。21世紀においては採用校が無くなり売れなくなったため、店頭から姿を消した。

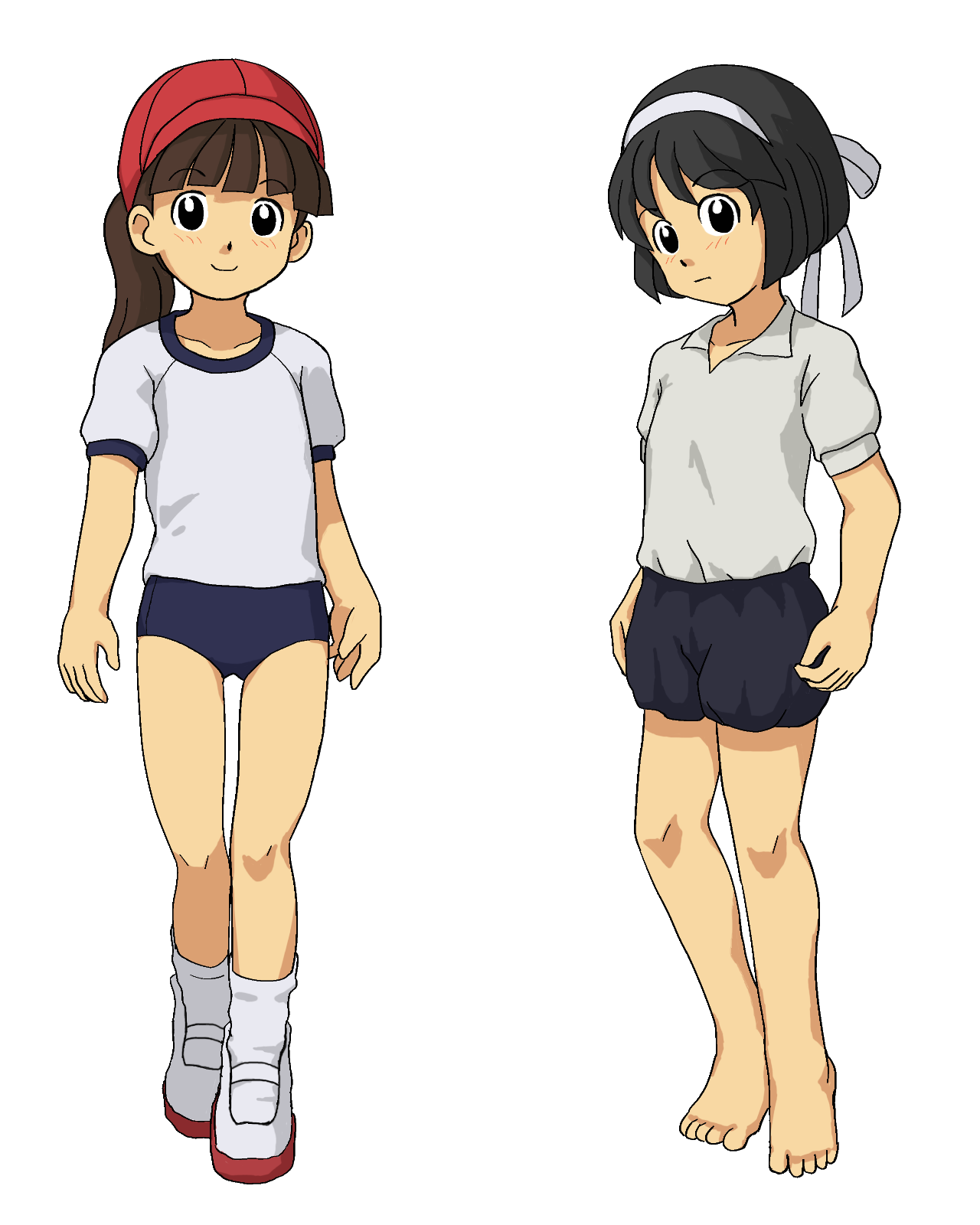
かつて日本の小中学校において多く見られた体操着。密着型ブルマー（左）および、ちょうちんブルマー（右）につき、1992年以降の日本の教育現場においては採用されていない。

制服の一部として、スカートの下に穿いている白無地のショーツの上からブルマーを着用するケースがある。

### ゼッケン
児童・生徒の管理や運動中の事故対応等の目的のため、名前・クラス・出席番号などが記入された白布の名札を縫い付ける学校や服の生地に校名と氏名（または氏名のみ）の刺繍が入る学校がある。

## おもなメーカー・ブランド

### 体操着（学生服）専門メーカー
- 明石スクールユニフォームカンパニー（明石被服興業）（ヨット） ○
- 阿部被服（オリーズ）
- イサミコーポレーション（サミー）
- 宇髙（ラビットアース）
- オータニ（PHYSALIS、SCATHACH）
- オゴー産業（小郷産業） ○
- カネマス
- 河合産業（スクールユニ） ○
- 菅公学生服（尾崎商事） ○
- ギャレックス ○
- グリーンメイトスクール販売 ○
- グリンズ
- 児島 ○
- 互福衣料（GOLDEN TREASURE）
- 田川ジェスク（ヴァンクール）
- 瀧本（スクールタイガー） ○
- 田辺（WINYARD） ○
- トンボ（テイコク）（SAGA SPORTS、J.MONZA） ○
- ニッコー
- 日本工業 ○
- 冨士商事 ○
- 丸幸
- 丸越（BEST ONE）
- マツウラ
- ヤマイシニット（CLOVER）

### スポーツ用品総合メーカー
- アディダス
- アシックス ○
- エスエスケイ
- ゴールドウイン ○
- デサント
- ナイキ
- ミズノ
- フィラ

### 被服・繊維メーカー
- 旭化成（旭化成せんい） ◎
- クラレトレーディング ◎
- グンゼ
- KBセーレン（カネボウ、KBインテックス） ◎
- 帝人フロンティア（帝人ファイバー） ◎
- 東洋紡（東洋紡績） ◎
- 東レ ◎
- ユニチカトレーディング（ユニチカファイバー） ◎
- ユニチカメイト ○

○：SSC会（学校スポーツウェア会）会員、◎：SSC会特別会員